# Chemicky indukovaná dimerizace
Chemicky indukovaná dimerizace (CID) je biologický mechanismus, při kterém se dva proteiny vážou pouze v přítomnosti určité malé molekuly, enzymu nebo jiného dimerizačního činidla. Geneticky upravené CID systémy se používají v biologickém výzkumu ke kontrole lokalizace proteinů, k manipulaci signálních drah a k indukci aktivace proteinu.

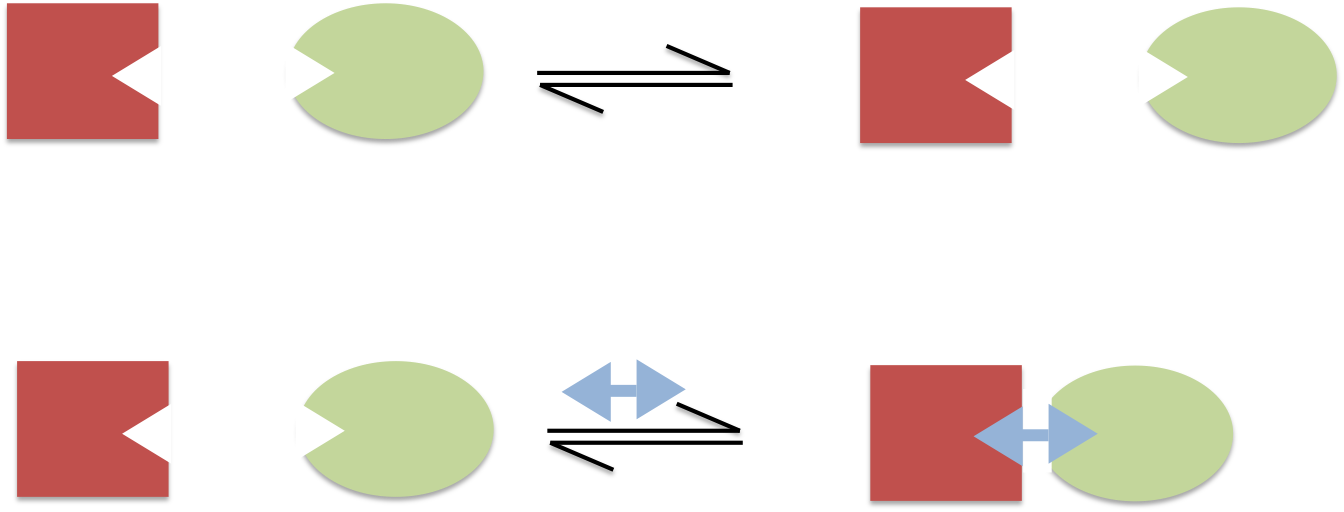
Schéma chemicky indukované dimerizace. Dva proteiny, které normálně neinteragují (nahoře), se vážou v přítomnosti dimerizačního činidla (dole).

## Dějiny
První CID systém s malou molekulou byl vyvinut v roce 1993 a používal FK1012, derivát léčiva takrolimus (FK506), k indukci homodimerizace FKBP. Tento systém byl použit in vivo k indukci vazby mezi buněčnými povrchovými receptory, které se nemohly vázat normálním způsobem, protože jim chyběla transmembránová a extracelulární doména. Přidání FK1012 k buňkám způsobilo přenos signálu.

## Chemicky indukované dimerizační systémy
| Cílové proteiny | Cílové proteiny                          | Dimerizační činidlo | Reference |
| --------------- | ---------------------------------------- | ------------------- | --------- |
| FKBP            | FKBP                                     | FK1012              | [ 3 ]     |
| FKBP            | kalcineurin A (CNA)                      | FK506               | [ 4 ]     |
| FKBP            | CyP-Fas                                  | FKCsA               | [ 5 ]     |
| FKBP            | FRB (FKBP-rapamycin-binding) doména mTOR | rapamycin           | [ 6 ]     |
| GyrB            | GyrB                                     | coumermycin         | [ 7 ]     |
| GAI             | GID1 (gibberellin insensitive dwarf 1)   | giberelin           | [ 8 ]     |
| ABI             | PYL                                      | kyselina abscisová  | [ 9 ]     |
| ABI             | PYR Mandi                                | mandipropamid       | [ 10 ]    |
| SNAP-tag        | HaloTag                                  | HaXS                | [ 11 ]    |
| eDHFR           | HaloTag                                  | TMP-HTag            | [ 12 ]    |
| Bcl-xL          | Fab (AZ1)                                | ABT-737             | [ 13 ]    |

## Aplikace
CID se používá pro řadu aplikací v biomedicínském výzkumu. Ve většině aplikací je každý dimerizující protein exprimován jako část fúzního konstruktu s jinými zájmovými proteiny. Přidání chemického dimerizačního činidla uvede oba konstrukty do vzájemné blízkosti a indukuje interakce mezi sledovanými proteiny. CID se používá k regulaci a monitorování genové transkripce, signální transdukce a posttranslačních modifikací v proteinech.
V poslední době se CID používá také k vytvoření základní součásti biopočítačů, logických hradel, z geneticky upravených buněk. V této aplikaci jsou ve stejné buňce exprimovány dva nezávislé CID systémy, jeden založený na rostlinných proteinech a jeden založený na bakteriálních proteinech. Každá sada proteinů může být indukována k dimerizaci přidáním samostatné molekuly. Vytvořením fúzních proteinů s dimerizujícími proteiny, membránově vázanými proteiny a proteiny, které aktivují buněčnou zvlnění, lze vytvořit AND hradlo a OR hradlo, které přijímají chemická dimerizační činidla jako vstupy a jako výstup vracejí zvlněný nebo nezvlněný stav.